# Llista Nacional Nahrain
La llista Nacional Nahrain (també anomenada Llista Patriòtica Nahrain) és una coalició electoral de l'Iraq, que va participar en les eleccions a les governacions (gener del 2005) i a les legislatives iraquianes del 15 de desembre del 2005. La formaven els partits Moviment de la Reunió Siríaca Independent, Consell Nacional Caldeu, Unió Nacional de Beth-Nahrin, Partit Patriòtic Assiri, Fòrum Democràtic Caldeu i Dr. Hikmat Hakim (independent) i va obtenir 36.255 vots (0,4%) i un escó.
El Partit Democràtic Cristià de l'Iraq, que va rumiar apuntar-se a les eleccions de 2005, va decidir finalment no formar part de la coalició, i ni a les de governacions ni a les parlamentàries iraquianes va obtenir cap escó. En aquestes segones va aconseguir 8.710 vots.
Per a les eleccions parlamentàries iraquianes de 2018, la Llista Nacional Nahrain, encapçalada per Younadam Kanna va decidir incloure també el Partit Patriòtic Assiri a la llista.